# Ancylocranium ionidesi
Ancylocranium ionidesi (кілванська гостроноса амфісбена) — вид плазунів з родини амфісбенових (Amphisbaenidae). Ендемік Танзанії. Вид названий на честь британського натураліста і герпетолога Константина Джона Філіпа Іонідеса (1901–1968)

## Підвиди
Виділяють два підвиди:
- Ancylocranium ionidesi ionidesi Loveridge, 1955;
- Ancylocranium ionidesi haasi Gans & Kochva, 1966.

## Поширення і екологія
Кілванські гостроносі амфісбени відомі з кількох мецевостей, розташованих на південному сході Танзанії, зокрема на плато Рондо, в окрузі Кілва у регіоні Лінді та в лісовому заповіднику Літіпо. Вони живуть в низькорослих вологих вічнозелених прибережних лісах, на висоті до 500 м над рівнем моря. Живляться термітами та іншими дрібними безхребетними. Відкладають яйця, в кладці одне яйце.